# 石橋満博
石橋 満博（いしばし みつひろ）は、室町時代の武将。石橋氏3代当主。

## 概要
『満済准后日記』によると、永享3年（1431年）に、絹の直裰を着ることを足利義教に許されている。
『満済准后日記』永享4年（1432年）3月29日条によると、足利義教主催の連歌会に山名氏、赤松氏、畠山氏、細川氏、一色氏などの人間と共に参加している。また、京都御扶持衆にも加えられていたとされる。石橋氏は、祖父・和義や父・棟義が奥州で活躍していたことから、なぜ満博が京都に復帰しているのかは不明であるものの、塩松氏の祖になったと考えられる、弟あるいは子の清房が奥州に、満博が京都にいることで、幕府と奥州をつなぐ役割を期待された可能性がある。
『建内記』嘉吉元年（1441年）11月16日条では、万里小路時房の内大臣就任について、当時の関白であり、満博の義兄弟であり、満博邸の近所に邸宅を構えていた二条持基に働きかけている。